# さくら、咲きました。
『さくら、咲きました。』（さくら、さきました）は、アダルトゲームブランドSORAHANEから2012年8月24日に発売された18禁ビジュアルノベルゲームである。携帯電話やスマートフォン用のゲームアプリが、リッチマンの運営によりGREEで、テクノバースの運営によりMobageで、ジャックインザボックスの運営により萌えAPPで提供されている。

## 概要
老化することなく永遠に生き続けることが日常となった世界を舞台にしている。怠惰な日常を過ごしがちな主人公たちに対して、生きる意味を問いかける物語が幕を開ける。

## ストーリー
2238年、トコシエと呼ばれる老いや病をなくす技術が確立され、新庄 翼たちは死を意識することなく怠惰な日常を過ごしていた。
だが、ある日巨大隕石が接近するというニュースが流れ、彼らの日常は一変した。

## 登場人物

### 主人公
新庄 翼 （しんじょう つばさ）
誕生日 - 9月1日 / 血液型 - A型
身長 - 175cm / 体重 - 65kg
美春学園後期 2年B組
主人公。水泳部が廃止になったので生活部に入ることになる。

### メインヒロイン
春野 つばめ （はるの つばめ）
声：上田朱音
誕生日 - 4月7日 / 血液型 - A型
身長 - 157cm / 体重 - kg / B(B)/W/H
美春学園後期 2年A組
主人公の幼なじみ。家事全般が得意。
小さい頃から、主人公を 「さーくん」 と呼ぶように仲の良さが窺える。
烏丸 都 （からすま みやこ）
声：雪村とあ
誕生日 - 1月20日 / 血液型 - O型
身長 - 162cm / 体重 - kg / B(D)/W/H
美春学園後期 2年B組
孤高の存在であるような印象を周囲に与える。
湊 美羽 （みなと みう）
声：藤森ゆき奈
誕生日 - 3月3日 / 血液型 - AB型
身長 - 142cm / 体重 - kg / B(AAA)/W/H
美春学園後期 1年A組
無口で冷静で感情をあまり露にしない。どこか斜に構えている一面がある新入部員。
一見、無気力に見えるが協力的でもある。ゲームショップでアルバイトをしており、趣味はエロゲーであると言って憚らない。
白鷹 すみれ （しらたか すみれ）
声：アイカリツ
誕生日 - 9月18日 / 血液型 - A型
身長 - 161cm / 体重 - kg / B(C)/W/H
美春学園後期 3年D組
生活部の部長で伝説化しつつある。部員からの人望は厚い。
烏丸 奏 （からすま かなで）
声：鶴屋春人
誕生日 - 9月1日 / 血液型 - A型
身長 - 142cm / 体重 - kg / B(AA)/W/H
美春学園前期 1年B組
都の妹。内向的な性格でドジッ娘。胸の大きさ(小ささ)を気にして密かに特訓している。
天使突抜 瀬利華 （てんしつきぬけ せりか）
声：宮沢ゆあな
誕生日 - 10月10日 / 血液型 - O型
身長 - 160cm / 体重 - kg / B(A)/W/H
美春学園後期 3年A組
資産家の令嬢で、気位が高い学生会長。その権力を利用して水泳部を廃部にした。しかし、すみれにはなぜか勝てない。

### サブキャラクター
春野 すずめ （はるの すずめ）
声：鈴音華月
誕生日 - 3月31日 / 血液型 - A型
身長 - 159cm / 体重 - kg / B(C)/W/H
つばめの母親ではあるが、家事全般が苦手でつばめに依存する。
卯月 歩鳥 （うづき ほとり）
声：香澄りょう
誕生日 - 6月15日 / 血液型 - B型
身長 - 155cm / 体重 - kg / B(D)/W/H
一見幼く見える学園に赴任してきた新任教師。生徒からは人気がある。
十日町 霞 （とおかまち かすみ）
声：涼貴涼
誕生日 - 12月24日 / 血液型 - O型
身長 - 157cm / 体重 - kg / B(C)/W/H
ゲームショップ 『ディーガル』 の店員でエロゲーを愛でる。一人称は『ボク』。
三条 詩乃 （さんじょう しの）
声：英みらい
誕生日 - 8月26日 / 血液型 -A 型
身長 - 126cm / 体重 - kg / B(AAA)/W/H
明るい性格で水曜日の昼のみ姿を現す。
さくら
声：あじ秋刀魚
誕生日 - 不明 / 血液型 - 不明
身長 - 155cm / 体重 - kg / B(AAA)/W/H
他人とは関わらない様にしている。物語の鍵を握る。
寒河江 一馬(さがえ かずま)
声：古河徹人
誕生日 - 9月1日 / 血液型 - B型
身長 - 178cm / 体重 - 60kg

烏丸 元(からすま げん)
声：荒川虎鉄
誕生日 - 11月10日 / 血液型 - O型
身長 - 192cm / 体重 - 80kg
都・奏の父親。

### その他
カメリーヌ
声：英みらい
すみれが山から拾ってきたマシュマロリクガメで都のペットとなった。「……めっ」と鳴く。
こっこ
声：椎那天
すみれが山から拾ってきたカシツニワトリでつばめのペットとなった。「みゅんみゅん」と鳴く。
トロ
声：涼貴涼
すみれが山から拾ってきたリクマグロで美羽のペットとなった。（ぴちぴち）と震える。

## スタッフ
- シナリオ：ポチくん、砥石大樹、甲二、昼王、小野楽園、五十嵐十六
- 原画：秋月つかさ、腹ペ娘（SD、4コマ）
- 背景：920-K、サトルンルン、Cura、七瀬雄二、安田大輔
- 彩色：Cura、アサシロ、サトルンルン、むかいきよはる、七瀬雄二、宇佐美和美（補助）
- 楽曲：TINKERBELL SOUND LABEL（月子）
- 企画・制作：SORAHANE

## 主題歌
- 主題歌「Prime Limitation」
  - 作詞・作曲・編曲 - 神凪琉榎 / 歌 - 侑樹-yuki-
- エンディングテーマ「春と奇跡」
  - 作詞・作曲・編曲 - 神凪琉榎 / 歌 - 月子
- イメージソング「Forget to prime」
  - 作詞・作曲・編曲 - 神凪琉榎 / 歌 - 月子
- 挿入歌「美春音頭」
  - 作詞 - ポチくん / 作曲 - Una / 歌 - 上田朱音

## 関連商品
『さくら、咲きました。』キャラクターソングCD
2012年9月28日発売
春野つばめ・烏丸都・湊美羽のキャラクターソング3曲とそれぞれのインストゥルメンタルVer.、さらにボーナストラックとしてWebラジオ特別版【つばめ】【都】【美羽】の寝言ボイス集を収録。
『さくら、咲きました。～Last Springtime of Life～』ノベライズ
2012年10月5日発売
著者は加納京太、イラストは秋月つかさ（SORAHANE）、発行は桜ノ杜ぶんこ（一二三書房）。

## Webラジオ
Webラジオ『さく、咲きラジオ』がロックンバナナより2012年7月12日から9月27日まで配信された。全12回。パーソナリティは月替わりで、7月は雪村とあ、8月は藤森ゆき奈、9月は上田朱音が務めた。